# Badelunda landskommun
Badelunda landskommun var en kommun i Västmanlands län.

## Administrativ historik
Kommunen bildades 1863 i Badelunda socken i Siende härad i Västmanland. 1946 uppgick landskommunen i Västerås stad.

## Politik

### Mandatfördelning i Badelunda landskommun 1938-1942
| 12 | 3 | 5 |

| 20 |

| 2 | 13 | 5 |

| 18 |